# Pierluigi Ussorio
Pierluigi Ussorio (Vico Equense, 10 maggio 1967) è un ex tiratore a segno italiano.

## Biografia
Nato nel 1967 a Vico Equense (NA), a 25 anni ha partecipato ai Giochi olimpici di Barcellona 1992, terminando 11º nelle qualificazioni della pistola 25 m con 585 punti, non riuscendo a qualificarsi per la semifinale a 8.
Dopo il ritiro è diventato presidente della federazione campana di tiro a segno.